# Lista de artistas do Expressionismo

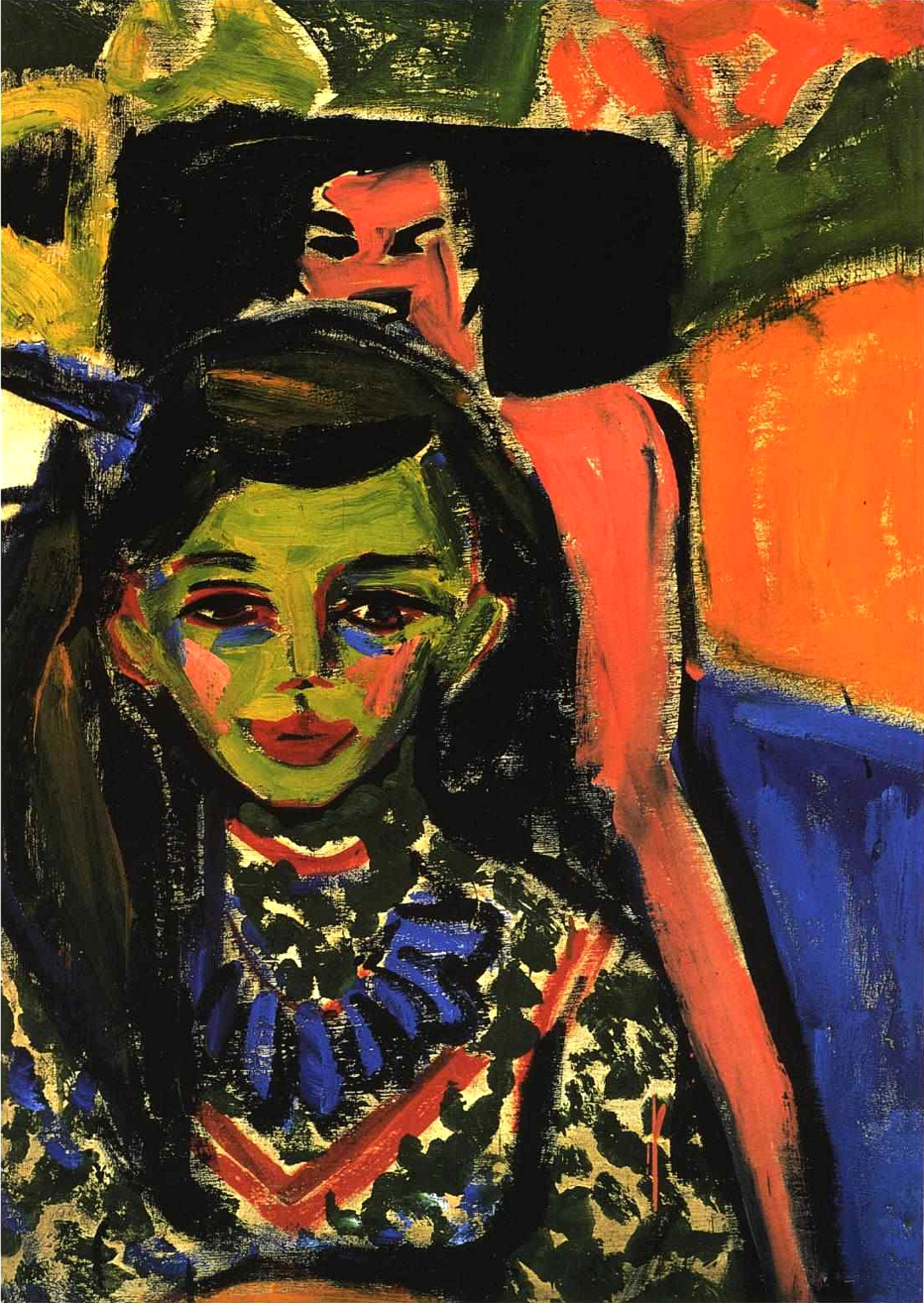
Fränzi perante uma cadeira talhada (1910), de Ernst Ludwig Kirchner, Museu Thyssen-Bornemisza, Madrid.

O expressionismo foi um movimento cultural iniciado na Alemanha no século XX, tendo exercido influência em várias áreas culturais: arte, literatura, música, cinema, teatro, dança, fotografia, etc.
A primeira manifestação foi no âmbito da arte, surgindo paralelamente ao fauvismo francês, sendo um  dos primeiros movimentos das chamadas “vanguardas históricas”. O expressionismo não foi um movimento homogêneo, mas sim de grande diversidade estilística: o expressionismo modernista de (Munch), fauvista de (Rouault), cubista e futurista de (Die Brücke), surrealista (Klee), abstrato de (Kandinsky), etc. Embora o maior centro de difusão tenha sido  a Alemanha, também pode-se perceber o aparecimento de artistas de outras nacionalidades como italianos, russos, franceses e belgas: (Modigliani, Chagall, Soutine, Permeke) e americanos (Portinari, Orozco, Rivera, Siqueiros).

## Arquitetos
- Otto Bartning
- Hermann Finsterlin
- Walter Gropius
- Hugo Häring
- Ludwig Hilberseimer
- Fritz Höger
- Michel de Klerk
- Piet Kramer
- Ernst May
- Erich Mendelsohn
- Adolf Meyer
- Hans Poelzig
- Hans Scharoun
- Rudolf Steiner
- Bruno Taut
- Johan van der Mey
- Martin Wagner

## Escultores
- Wäinö Aaltonen
- Ernst Barlach
- Rudolf Belling
- Antoine Bourdelle
- Jacob Epstein
- Otto Freundlich
- Bernhard Hoetger
- Georg Kolbe
- Käthe Kollwitz
- Wilhelm Lehmbruck
- Victorio Macho
- Gerhard Marcks
- Ewald Mataré
- Ivan Meštrović
- Oskar Schlemmer
- Renée Sintenis
- August Zamoyski
- Lambertus Zijl

## Pintores
- Lovis Corinth
- Paula Modersohn-Becker
- Wilhelm Morgner
- Christian Rohlfs

### Die Brücke
- Fritz Bleyl
- Erich Heckel
- Ernst Ludwig Kirchner
- Otto Mueller
- Emil Nolde
- Franz Nölken
- Max Pechstein
- Karl Schmidt-Rottluff

### Der Blaue Reiter
- Heinrich Campendonk
- Lyonel Feininger
- Alexej von Jawlensky
- Vasili Kandinski
- Paul Klee
- Alfred Kubin
- August Macke
- Franz Marc
- Gabriele Münter
- Marianne von Werefkin

### Nova Objetividade
- Max Beckmann
- Otto Dix
- Conrad Felixmüller
- Carl Grossberg
- George Grosz
- John Heartfield
- Karl Hofer
- Alexander Kanoldt
- Ludwig Meidner
- Anton Räderscheidt
- Christian Schad
- Rudolf Schlichter
- Georg Scholz
- Georg Schrimpf

### Grupo deViena
- Herbert Boeckl
- Richard Gerstl
- Albert Paris von Gütersloh
- Oskar Kokoschka
- Max Oppenheimer
- Egon Schiele

### Escola de Paris
- Marc Chagall
- Tsuguharu Foujita
- Michel Kikoïne
- Moïse Kisling
- Pinchus Krémègne
- Emmanuel Mané-Katz
- Amedeo Modigliani
- Jules Pascin
- Georges Rouault
- Lasar Segall
- Chaïm Soutine
- Maurice Utrillo

### Outros países
Bélgica
- Gustave De Smet
- Constant Permeke
- Albert Servaes
- Gustave Van de Woestijne
- Frits Van den Berghe

Bulgária
- Geo Milev

Brasil
- Anita Malfatti
- Cândido Portinari

Tchecoslováquia
- Emil Filla
- Bohumil Kubišta
- Antonín Procházka

Equador
- Oswaldo Guayasamín

Espanha
- José Gutiérrez Solana
- Eugenio Hermoso
- José María López Mezquita
- Isidre Nonell
- Benjamín Palencia
- Rafael Zabaleta
- Ignacio Zuloaga

Estados Unidos
- Edward Hopper
- Max Weber

Finlândia
- Akseli Gallen-Kallela
- Tyko Sallinen

França
- Édouard Goerg
- Marcel Gromaire
- Amédée de La Patellière
- Gen Paul

Hungria
- Tivadar Kosztka Csontváry

Itália
- Scipione
- Ottone Rosai
- Mario Sironi
- Lorenzo Viani

México
- David Alfaro Siqueiros
- José Clemente Orozco
- Diego Rivera
- Rufino Tamayo

Países Baixos
- Hendrik Chabot
- Leo Gestel
- Herman Kruyder
- Jan Sluyters
- Charley Toorop
- Kees Van Dongen
- Hendrik Nicolaas Werkman
- Jan Wiegers

Polônia
- Henryk Gotlib
- Gustaw Gwozdecki

Suécia
- Sigrid Hjertén

Suíça
- Cuno Amiet
- Paul Camenisch
- Ignaz Epper
- Oskar Lüthy
- Hermann Scherer

## Escritores
- Johannes R. Becher
- Gottfried Benn
- Ferdinand Bruckner
- Alfred Döblin
- Kasimir Edschmid
- Albert Ehrenstein
- Carl Einstein
- Walter Hasenclever
- Georg Heym
- Hugo von Hofmannsthal
- Franz Kafka
- Georg Kaiser
- Else Lasker-Schüler
- Reinhard Sorge
- Ernst Stadler
- Carl Sternheim
- August Stramm
- Ernst Toller
- Georg Trakl
- Fritz von Unruh
- Franz Werfel

## Músicos
- Alban Berg
- Berthold Goldschmidt
- Paul Hindemith
- Erich Wolfgang Korngold
- Ernst Krenek
- Arnold Schönberg
- Franz Schreker
- Erwin Schulhoff
- Viktor Ullmann
- Anton Webern
- Kurt Weill

## Bailarinos
- Mary Wigman

## Diretores de cinema
- Ewald André Dupont
- Fritz Lang
- Paul Leni
- Ernst Lubitsch
- Friedrich Wilhelm Murnau
- Georg Wilhelm Pabst
- Lupu Pick
- Arthur Robison
- Robert Siodmak
- Josef von Sternberg
- Paul Wegener
- Robert Wiene

## Fotógrafos
- Karl Blossfeldt
- Hans Finsler
- Werner Mantz
- Albert Renger-Patzsch
- August Sander
- Willy Zielke